# Харківська обласна асоціація футболу
Харківська обласна асоціація футболу — обласна громадська спортивна організація, заснована 13 вересня 1993 року. Є колективним членом Української асоціації футболу. 
До створення Полтавської області в 1937 році команди з Полтавщини брали участь у харківських обласних змаганнях.

## Турніри
- Чемпіонат Харківської області з футболу
- Кубок Харківської області з футболу
- Суперкубок Харківської області з футболу

## Професійні клуби
- Динамо Харків, 1936-1937, 1939, 1940 (5 сезонів)
- Спартак Харків, 1936-1939, 1941 (6 сезонів)
- Торпедо Харків (ХТЗ, Трактор), 1936-1937, 1949, 1960-1969 (14 сезонів)
- Сільмаш Харків (Серп і Молот), 1936-1940 (5 сезонів)
- Локомотив Харків, 1945-1955 (11 сезонів)
- Металіст Харків (Дзержинець, Авангард, Метал), 1947-1949, 1956-2016, 2020- (69 сезонів)
  - Металіст-2 (на основі Авангарду Мерефа), 1996-2005 (19 сезонів)
- Олімпік Харків (Маяк), 1972, 1982-1993 (13 сезонів)

- Оскіл Куп'янськ, 1993-2002 (9 сезонів)
- Арсенал Харків, 1999-2009 (10 сезонів)
- Геліос Харків (Helios-Kobra), 2003-2018 (15 сезонів)
- Газовик-ХГВ Харків, 2003-2008 (5 сезонів)
- Харків, 2005-2010 (5 сезонів)
  - Харків-2, 2005-2006 (1 сезон)
- Локомотив Дворічна, 2006-2007 (a season)
- Металіст 1925 Харків, 2017- (8 сезонів)
  - Металіст 1925-б), 2024- (1 сезон)
- Вовчанськ, 2021 (a season)